# Žuta ruža
Žuta ruža (lat. Rosa foetida), biljna vrsta u porodici ružovki. Podrijetlom je s Kavkaza odakle se raširila po Euroaziji, uključujući i Hrvatsku.

## Sinonimi
- Rosa fedorovii Sumn. ex Chrshan.
- Rosa lutea Mill.

## Podvrste
- Rosa foetida f. persiana (Lem.) Rehd.